# Drighlington
Drighlington – wieś i civil parish w Anglii, w West Yorkshire, w dystrykcie metropolitalnym Leeds. W 2011 civil parish liczyła 5528 mieszkańców. Drighlington jest wspomniana w Domesday Book (1086) jako Dreslingtone/Dreslintone.